# Like Toy Soldiers
Like Toy Soldiers — сингл американского рэпера Эминема из его пятого альбома Encore. Семпл для него взят из песни «Toy Soldiers» певицы Мартики, а название — из фильма 1972 года «Краденый камень». Песня достигла 34-го места американского чарта Billboard Hot 100 в феврале 2005 года, 1-го места в Великобритании, попала в первую десятку во многих европейских странах, а также в Австралии и Новой Зеландии.
Сингл достиг максимального уровня продаж в США и ему был присвоен золотой статус от RIAA за тираж более 500 000 экземпляров в мае 2005 года.

## Содержание
«Like Toy Soldiers» рассказывает о попытке Эминема успокоить насилие в сообществе рэперов. Эминем открыто говорит о проблемах с журналом The Source и его редактором Benzino, а также Murder Inc. Records, и объясняет вражду между Ja Rule и 50 Cent, которая, по его мнению, превосходит вражду Jay-Z против Nas. Песня заканчивается тем, что Эминем предлагает врагам перемирие. Кроме того, эта песня также показывает, что Эминем пытался остановить вражду Ja Rule и 50 Cent, но отказался от этого, когда услышал, что Ja Rule высмеивал его дочь на треке под названием «Loose Change»: в песне Ja Rule оскорбляет его мать и бывшую жену, а также упоминает Хэйли (дочь Эминема), спрашивая, кем она станет, когда вырастет.

## Список композиций
UK CD1
| №  | Название            | Автор(ы)                                        | Sample(s)          | Длительность |
| -- | ------------------- | ----------------------------------------------- | ------------------ | ------------ |
| 1. | «Like Toy Soldiers» | M. Mathers, L. Resto, M. Dawson, M. J. Margules | Eminem, Luis Resto | 4:56         |
| 2. | «Rabbit Run»        | M. Mathers, L. Resto                            | Eminem, Luis Resto | 3:10         |

UK CD2 / European CD сингл
| №  | Название                                | Автор(ы)                                                    | Producer(s)                                      | Длительность |
| -- | --------------------------------------- | ----------------------------------------------------------- | ------------------------------------------------ | ------------ |
| 1. | «Like Toy Soldiers»                     | M. Mathers, L. Resto, M. Dawson, M. J. Margules             | Eminem, Luis Resto                               | 4:56         |
| 2. | «Just Lose It» (DJ Green Lantern Remix) |                                                             |                                                  |              |
| 3. | «Like Toy Soldiers» (instrumental)      | M. Mathers, A spurlock, L. Resto, M. Dawson, M. J. Margules | * Contains a sample of "Toy Soldiers" by Martika | 4:56         |
| 4. | «Like Toy Soldiers»                     | M. Mathers, L. Resto, M. Dawson, M. J. Margules             | Eminem, Luis Resto                               | 4:56         |

DVD сингл
| №  | Название                                  | Автор(ы)                                                    | Producer(s)                                      | Длительность |
| -- | ----------------------------------------- | ----------------------------------------------------------- | ------------------------------------------------ | ------------ |
| 1. | «Like Toy Soldiers» (Видео)               | M. Mathers, L. Resto, M. Dawson, M. J. Margules             | Eminem, Luis Resto                               | 4:56         |
| 2. | «Like Toy Soldiers» (Making of the Video) | M. Mathers, A spurlock, L. Resto, M. Dawson, M. J. Margules | * Contains a sample of "Toy Soldiers" by Martika | 4:56         |

## Видеоклип
Выпущен 3 декабря 2004 года.
Видео начинается с того, что два маленьких мальчика, белый и чернокожий, смотрят новости и скучают; в этот момент в новостях говорят о рэпере, пытающемся остановить войны рэперов. В клипе в камео появляются 50 Cent, Луис Ресто, Dr. Dre, Obie Trice и D12. В конце клипа также показаны умершие рэперы 2Pac, Biggie Smalls, Big L, и бывший член D12 Bugz, чтобы показать фатальные последствия рэп-войн. Сцены с членом D12 Proof, которого по сюжету застрелили из проезжавшей мимо машины, стали трагическим совпадением: два года спустя Proof был застрелен во время ссоры в ночном клубе.

## Чарты
| Чарт (2004-05)                           | Место |
| ---------------------------------------- | ----- |
| Australia (ARIA)                         | 4     |
| Austria (Ö3 Austria Top 40)              | 8     |
| Belgium (Ultratop 50 Flanders)           | 11    |
| Belgium (Ultratop 40 Wallonia)           | 18    |
| Denmark (Tracklisten)                    | 2     |
| Eurochart Hot 100 (Billboard)            | 1     |
| Finland (Suomen virallinen lista)        | 15    |
| France (SNEP)                            | 34    |
| Germany (Media Control AG)               | 8     |
| Hungary (Mahasz)                         | 6     |
| Ireland (IRMA)                           | 3     |
| Italy (FIMI)                             | 8     |
| Netherlands (Dutch Top 40)               | 7     |
| New Zealand (RIANZ)                      | 2     |
| Norway (VG-lista)                        | 4     |
| Sweden (Sverigetopplistan)               | 14    |
| Switzerland (Schweizer Hitparade)        | 3     |
| UK Singles (The Official Charts Company) | 1     |
| US Billboard Hot 100                     | 34    |
| US Pop Songs (Billboard)                 | 24    |
| US Hot R&B/Hip-Hop Songs (Billboard)     | 64    |
| US Pop 100 (Billboard)                   | 24    |